# Mycoplasma equigenitalium
Mycoplasma equigenitalium è una specie di batterio appartenente alla famiglia delle Mycoplasmataceae.